# 中国科学技术大学出版社
中国科学技术大学出版社是中华人民共和国的一家出版社，成立于1985年，由中国科学院主管，中国科学技术大学主办。